# 12月25日
12月25日是公曆一年中的第359天（閏年第360天），離全年結束還有6天。

## 大事記

### 20世紀以前
- 36年：成家國君公孫述於前一日傷重身亡後，成家開城投降，吳漢率領的劉秀軍隊攻入成都，國祚12年的成家滅亡。
- 800年：教宗良三世在羅馬聖伯多祿大殿加冕查理曼為神聖羅馬皇帝。
- 1046年：教宗克萊孟二世加冕亨利三世為神聖羅馬皇帝。
- 1066年：征服者威廉在倫敦舉行加冕典禮，成為英格蘭國王。
- 1758年：根據愛德蒙·哈雷的預測，約翰·格奧爾格·帕利奇觀測到了一顆後來被命名為哈雷彗星的彗星。
- 1831年：浸禮宗傳教士塞繆爾·夏普（英语：Samuel Sharpe）在牙買加發起了為期11天的奴隸起義，但最終被鎮壓。

### 20世紀
- 1912年：阿里山林鐵嘉義至二萬平段正式通車營運。
- 1915年：蔡鍔通電宣布雲南獨立，護國運動開始。
- 1926年：裕仁登基為日本天皇，改年號為昭和。
- 1927年，主張讓越南自法蘭西殖民帝國獨立的民族主義革命政黨越南國民黨於河內市宣告成立。
- 1930年：毛澤東提出“敵進我退，敵駐我擾，敵疲我打，敵退我追”的游擊戰方針。
- 1932年：昌馬地震：中華民國甘肅省發生黎克特制7.6級強力地震，約7萬人喪生。
- 1935年：中國共產黨召開瓦窯堡會議，決定致力於建立抗日統一戰線。
- 1936年：張學良護送蔣介石離開西安，西安事變結束。
- 1941年：自12月19日日軍轟炸古晉后於12月24日平安夜當日淪陷，此日日軍再次派出轟炸機轟炸詩巫。死傷人數無人知曉。
- 1941年：香港總督楊慕琦率領英國軍隊在半島酒店向日本軍無條件投降，香港日佔時期開始。
- 1946年：中華民國制憲國民大會通過《中華民國憲法》。
- 1946年：中國上海市接連發生三起空難，造成71人死亡、15人受傷。
- 1947年：中華民國行憲。
- 1948年：荷蘭佔領茉莉芬，鎮壓印度尼西亞共和國。
- 1978年：越南入侵柬埔寨。
- 1979年：蘇聯入侵阿富汗。
- 1981年：香港中环发生圣诞骚动。
- 1989年：羅馬尼亞共產黨總書記尼古拉·齊奧塞斯庫及其妻子埃列娜·齊奧塞斯庫遭支持救國陣線的士兵槍決。
- 1990年：提姆·柏納-李在CERN和羅伯特·卡里奧一起成功通過Internet實作了WorldWideWeb與NeXT伺服器的第一次通訊。
- 1991年：蘇聯總統米哈伊爾·戈爾巴喬夫宣布辭去總統職務，將核按鈕移交給俄羅斯總統鮑里斯·葉利欽。蘇聯國旗在19時38分從克里姆林宮元老院屋頂永遠降下，宣告世界上第一個社會主義國家的終結。
- 1993年：朝鮮民主主義人民共和國主席金日成會晤聯合國秘書長加利。
- 2000年：俄罗斯总统弗拉基米尔·普京签署法案，同意将苏联国歌改编版定为《俄罗斯联邦国歌》。

### 21世紀
- 2005年：日本山形縣東田川郡的一列JR東日本羽越本線特急電車發生出軌事故，造成5人死亡，33人受傷。
- 2009年：一場大火燒毀了朗福德19世紀的聖梅爾主教座堂，它被認為是愛爾蘭中部地區的「旗艦大教堂」。
- 2010年：臺灣的臺北縣、臺中縣市、臺南縣市及高雄縣市升格為直轄市，新都市名訂定為新北市、臺中市、臺南市、高雄市。
- 2014年：臺灣的桃園縣升格為直轄市，新都市名訂定為桃園市。
- 2021年：美國國家航空暨太空總署和歐洲太空總署的詹姆斯·韋伯太空望遠鏡自法屬圭亞那太空中心發射升空。
- 2024年：亞塞拜然航空一架巴航工業E190客機在哈薩克曼吉斯套州阿克套墜毀，造成至少38人死亡、29人受傷。

## 出生
- 前40年：亞歷山大·赫利俄斯，埃及末代女法老克利奧帕特拉七世（埃及艷后）、羅馬共和國後三頭之一的馬克·安東尼長子（前29年至前25年間逝世）
- 前40年：克婁巴特拉·塞勒涅二世，茅利塔尼亞、努米底亞王后和共治女王，埃及艷后與馬克·安東尼唯一女兒及活到成年的孩子（前6年逝世）
- 1137年：萨拉丁，埃及阿尤布王朝第一位蘇丹（1193年逝世）
- 1458年：尼子經久，日本戰國時期武將（1541年逝世）
- 1584年：奧地利的瑪格麗特，西班牙和葡萄牙王后（1611年逝世）
- 1601年：恩斯特一世，薩克森-哥達公爵（1675年逝世）
- 1642年：艾薩克·牛頓，英國物理學家、數學家、哲學家、科学家、爵士（1727年逝世）
- 1700年：利奥波德二世，普魯士元帥，安哈特-德紹親王（1751年逝世）
- 1711年：让-約瑟夫·卡桑尼·德·蒙東維爾，法國作曲家（1772年逝世）
- 1717年：教宗庇護六世，羅馬主教（1799年逝世）
- 1724年：約翰·米歇爾，英國自然哲學家、牧師（1793年逝世）
- 1763年：克勞德·查普，法國發明家、技術員、工程師（1805年逝世）
- 1785年：格奧爾格·弗里德里希·馮·耶格爾，德國醫生、古生物學家（1866年逝世）
- 1834年：河上彥齋，日本熊本藩士，幕末四大人斬之一（1872年逝世）
- 1849年：乃木希典，日本陸軍上將，第3任臺灣總督（1912年逝世）
- 1862年：威廉·溫伯格，德國婦產科醫生（1937年逝世）
- 1876年：穆罕默德·阿里·真納，巴基斯坦第一位總督（1948年逝世）
- 1876年：阿道夫·溫道斯，德國化學家，1928年諾貝爾化學獎得主（1959年逝世）
- 1880年：苫米地義三，日本企業家、政治家，曾任眾議院議員、運輸大臣、內閣官房長官（1959年逝世）
- 1887年：劉永濟，中國作家、古典文學家（1966年逝世）
- 1890年：羅伯特·李普利，美國漫畫家、企業家、探險家、收藏家和業餘人類學家（1949年逝世）
- 1899年：亨弗萊·鲍嘉，美國電影演員（1957年逝世）
- 1901年：愛麗斯王妃，英國國王喬治五世第三子亨利王子的王妃（2004年逝世）
- 1904年：格哈德·赫茨貝格，德國、加拿大物理學家、物理化學家，1971年諾貝爾化學獎得主（1999年逝世）
- 1906年：恩斯特·魯斯卡，德國物理學家，電子顯微鏡發明者，1986年諾貝爾物理學獎得主（1988年逝世）
- 1907年：凱伯·凱洛威，美國爵士歌手以及爵士樂團首席領班（1994年逝世）
- 1911年：路易絲·布爾喬亞，法裔美國藝術家（2010年逝世）
- 1918年：穆罕默德·艾爾·沙達特，埃及政治人物，第3任埃及总统，1978年諾貝爾和平獎得主（1981年逝世）
- 1918年：艾哈邁德·本·貝拉，阿爾及利亞獨立後首任總統（2012年逝世）
- 1921年：傅禎彝，中華民國空軍第一批儲訓女飛行員（2009年逝世）
- 1924年：莫克塔爾·烏爾德·達達赫，茅利塔尼亞政治人物，首任茅利塔尼亞總統（2003年逝世）
- 1924年：阿塔爾·比哈里·瓦傑帕伊，印度政治人物，第10任印度總理（2018年逝世）
- 1925年：卡洛斯·卡斯塔尼達，秘魯裔美國作家（1998年逝世）
- 1927年：拉姆·那拉扬，印度音樂家，第一位國際知名的薩倫吉琴彈奏者（2024年逝世）
- 1936年：伊斯梅爾·莫香特，印度電影監製、導演（2005年逝世）
- 1936年：雅麗珊郡主，英國王室成員，英王喬治五世與瑪麗王后最年輕的孫女
- 1937年：王圩，中國半導體光電子學專家（2023年逝世）
- 1941年：諾爾·勒·格瑞艾特，法國商人、政治人物、足球官員，前任法國足球協會主席
- 1942年：安立奎·莫倫特，西班牙現代佛朗明哥男歌手（2010年逝世）
- 1943年：漢娜·許古拉，德國女演員、歌手
- 1944年：雅伊爾津霍，巴西職業足球運動員
- 1945年：賴克·伯曼，美國電視製片人，《星艦奇航記》系列製作核心
- 1946年：張敏儀，香港政府前官員
- 1947年：葉德嫻，香港女演員
- 1947年：龐祥麟，台灣男演員
- 1948年：阿麗亞·埃·侯賽因，約旦王后（1977年逝世）
- 1949年：納瓦茲·謝里夫，巴基斯坦政治人物，第14任巴基斯坦總理
- 1949年：西席·斯貝西克，美國女演員、歌手
- 1950年：鄧榮銾，香港配音員
- 1951年：廖秀冬，香港政府前官員
- 1951年：，美國遊戲設計師
- 1953年：吳志雄，香港男演員
- 1954年：安妮·藍妮克絲，蘇格蘭女歌手
- 1955年：李永達，香港政治人物
- 1958年：瑞奇·韓德森，美國職業棒球運動員（2024年逝世）
- 1959年：邁克爾·安德森，美國太空人（2003年逝世）
- 1959年：朱經緯，香港罪犯
- 1961年：林百亨，台灣棒球教練
- 1961年：英格麗德·貝当古，法裔哥倫比亞政治家
- 1962年：中村大樹，日本男性聲優
- 1964年：加利·麥亞里士打，前蘇格蘭足球員
- 1968年：海倫娜·克莉史汀森，丹麥超級名模
- 1968年：馬東，中國主持人、節目製作人
- 1970年：佐藤佑子，日本女性聲優
- 1971年：白石瞳，日本AV女优
- 1971年：蒂朵，英國創作歌手
- 1971年：賈斯汀·杜魯多，加拿大政治人物，第23任加拿大總理
- 1973年：张盛闻，马来西亚政治人物
- 1974年：謝金燕，台灣女歌手
- 1974年：劳荣枝，中国杀人犯
- 1975年：岡島秀樹，日籍美國職棒大聯盟、日本職棒球員
- 1976年：，荷蘭Trance音樂DJ、唱片製作人
- 1977年：嚴志媛，韓國女演員
- 1978年：黃建賓，臺灣政治人物
- 1980年：橋本麗香，日本模特兒
- 1980年：朴嘉熙，韓國女子偶像團體After School隊長
- 1981年：何澐偉，中國相聲演員
- 1983年：桂綸鎂，台灣女演員
- 1984年：潘俊佳，台灣男歌手
- 1984年：乔治娅·莫菲特，英國女演員
- 1985年：卯水咲流，日本AV女優
- 1985年：尤莉亞·斯維里登科，烏克蘭政治人物，現任烏克蘭總理
- 1985年：德里坦·阿巴佐維奇，蒙特內哥羅政治人物，現任蒙特內哥羅總理
- 1986年：蔣璐霞，中國女演員
- 1986年：石詠莉，香港女歌手
- 1986年：洲崎綾，日本女性聲優
- 1987年：杜志烜，香港樂隊Mr.成員
- 1987年：都想友，韓國男演員
- 1988年：埃里克·戈登，美國職業籃球運動員
- 1991年：愛美，日本女性聲優、歌手
- 1992年：御嶽海久司，日本大相撲力士
- 1993年：武井咲，日本女演員、模特兒
- 1994年：金旻奎，韓國男演員
- 1995年：吳以悠，台灣女子歌唱團體晨悠成員
- 1995年：林煐岷，韓國男子偶像團體MXM、AB6IX成員
- 2002年：敖子逸，中國男歌手、演員
- 2005年：阿巴卡爾·西拉，象牙海岸職業足球運動員
- 生年不詳：影山燈，日本女性聲優

## 逝世
- 820年：利奧五世，拜占庭皇帝（775年出生）
- 824年：韓愈，中國唐朝文學家（768年出生）
- 1586年：吉川元春，日本戰國時期武將（1530年出生）
- 1635年：山姆·德·尚普蘭，法國探險家、地理學家，魁北克市的建立者（1574年出生）
- 1763年：安東尼·普列沃斯，法國作家、小說家（1697年出生）
- 1909年：理察·鮑德勒·夏普，英國動物學家、鳥類學家（1847年出生）
- 1926年：大正天皇，日本第123代天皇（1879年出生）
- 1944年：馬丁·威爾海姆·庫塔，德國數學家（1867年出生）
- 1949年：法蘭·澤布，美國錢幣收藏家、經銷商（1871年出生）
- 1967年：邵力子，中國國民黨元老（1882年出生）
- 1969年：羅家倫，「五四運動」的命名者，國立清華大學首任校長（1897年出生）
- 1977年：查理·卓別林，英國電影藝術大師（1889年出生）
- 1980年：顧頡剛，中國歷史學家（1893年出生）
- 1980年：神谷正太郎，日本商人（1898年出生）
- 1983年：胡安·米羅，西班牙超現實主義畫家、雕塑家（1893年出生）
- 1988年：大岡昇平，日本小說家、評論家、翻譯家（1909年出生）
- 1989年：埃列娜·壽西斯古，前罗马尼亚第一夫人、罗马尼亚部长会议副主席，在罗马尼亚革命中被推翻，与丈夫一同枪决（1916年出生）
- 1989年：尼古拉·壽西斯古，前罗马尼亚共产党总书记、罗马尼亚总统，在罗马尼亚革命中被推翻，与妻子一同枪决（1918年出生）
- 1989年：比利·馬丁，美國職業棒球運動員（1928年出生）
- 1991年：瓦西里·扎伊采夫，蘇聯陸軍著名狙擊手（1915年出生）
- 1993年：矢野健太郎，日本數學家（1912年出生）
- 1994年：吉亞尼·宰爾·辛格，印度政治人物，第7任印度總統（1916年出生）
- 1995年：伊曼紐爾·列維納斯，立陶宛裔法國哲學家，《塔木德》注釋家（1906年出生）
- 2000年：威拉德·范奧曼·蒯因，美國哲學家、邏輯學家（1908年出生）
- 2003年：陽早，美國畜牧學家（1918年出生）
- 2006年：詹姆士·布朗，美國靈魂樂教父（1933年出生）
- 2014年：仲星火，中国电影演员（1924年出生）
- 2014年：田余慶，中國現代歷史學家、北京大學歷史系資深教授（1924年出生）
- 2016年：薇拉·魯賓，美國天文學家（1928年出生）
- 2016年：乔治·迈克尔，英国籍希腊裔創作歌手（1963年出生）
- 2018年：南希·羅曼，美國天文學家，被譽為「哈伯之母」（1925年出生）
- 2020年：林奇，中國企業家（1981年出生）
- 2021年：偉恩·第伯，美國普普藝術畫家（1920年出生）
- 2021年：史景遷，英裔美籍中國歷史學家、漢學家（1936年出生）
- 2021年：理查德·馬辛克，前美國海軍中校與海豹部隊成員、作家、廣播節目主持人及軍方顧問（1940年出生）
- 2022年：吳承康，中國工程師（1929年出生）
- 2022年：王仲奇，中國工程師（1932年出生）
- 2022年：王文教，中國男子羽球運動員、教練（1933年出生）
- 2022年：童坦君，中國細胞學家（1934年出生）
- 2022年：布川郁司，日本動畫製作人、演出家（1947年出生）
- 2024年：鈴木修，日本企業家（1930年出生）

## 节假日和习俗
- 聖誕節
- 太陽神密特拉誕辰
- 中華民國：
  - 雲南起義紀念日[1]:1
  - 行憲紀念日
- 巴基斯坦：真納誕辰紀念日